# Цимбідіум
Цимбі́діум (Cymbidium) — рід вічнозелених рослин родини зозулинцевих, який налічує до 60 видів, поширених на великій території від Гімалаїв до Австралії.

## Історія
Рід був описаний в 1799 році шведським ботаніком Улофом Сварцем.
У давні часи на сході право збирати й вирощувати цимбідіуми належало лише аристократам. Пізніше це захоплення стало доступним і середньому класу.
У Китаї цимбідіуми стали частиною історії задовго до приходу західної цивілізації. Протягом всієї китайської історії цимбідіум був символом доброго художнього смаку, витонченості та дружби, а також був відомий своїм тонким солодким запахом.
Приблизно у 500 році до н. е. Конфуцій вважав квітку цимбідіума символом обізнаності і називав цю рослину «королем ароматів» (ця назва збереглася протягом століть і часто використовується і в наші дні). Поступово популярність цих рослин поширилась по всій Азії, а з часом і по всьому світу.
В наші дні цимбідіуми уособлюють чесноту і моральність, причому на Сході як і раніше вважається почесним як дарувати, так і отримувати в дарунок квітку або рослину цимбідіума.
Перший гібрид цимбідіума був зареєстрований квітникарською комерційною фірмою «James Veitch and Sons» в 1889 році. Впродовж наступних 20 років були створені й зареєстровані ще 14 гібридів, які, проте, не відрізнялися особливою декоративністю. На початку XX століття в Бірмі та Індокитаї була відкрито декілька видів цимбідіумів (С. parishii, С. insigne, С. erythrostylum) з білими і рожевими квітами, за участю яких селекціонерами створені високодекоративні сорти.

## Етимологія
Назва роду походить від грецького слова «kymbes» — «човен», що пов'язано з човноподібною формою губи.

## Поширення
Орхідеї цього роду ростуть в прохолодних гірських областях від Японії до Австралії. Однак зустрічаються види, котрі надають перевагу теплому клімату.

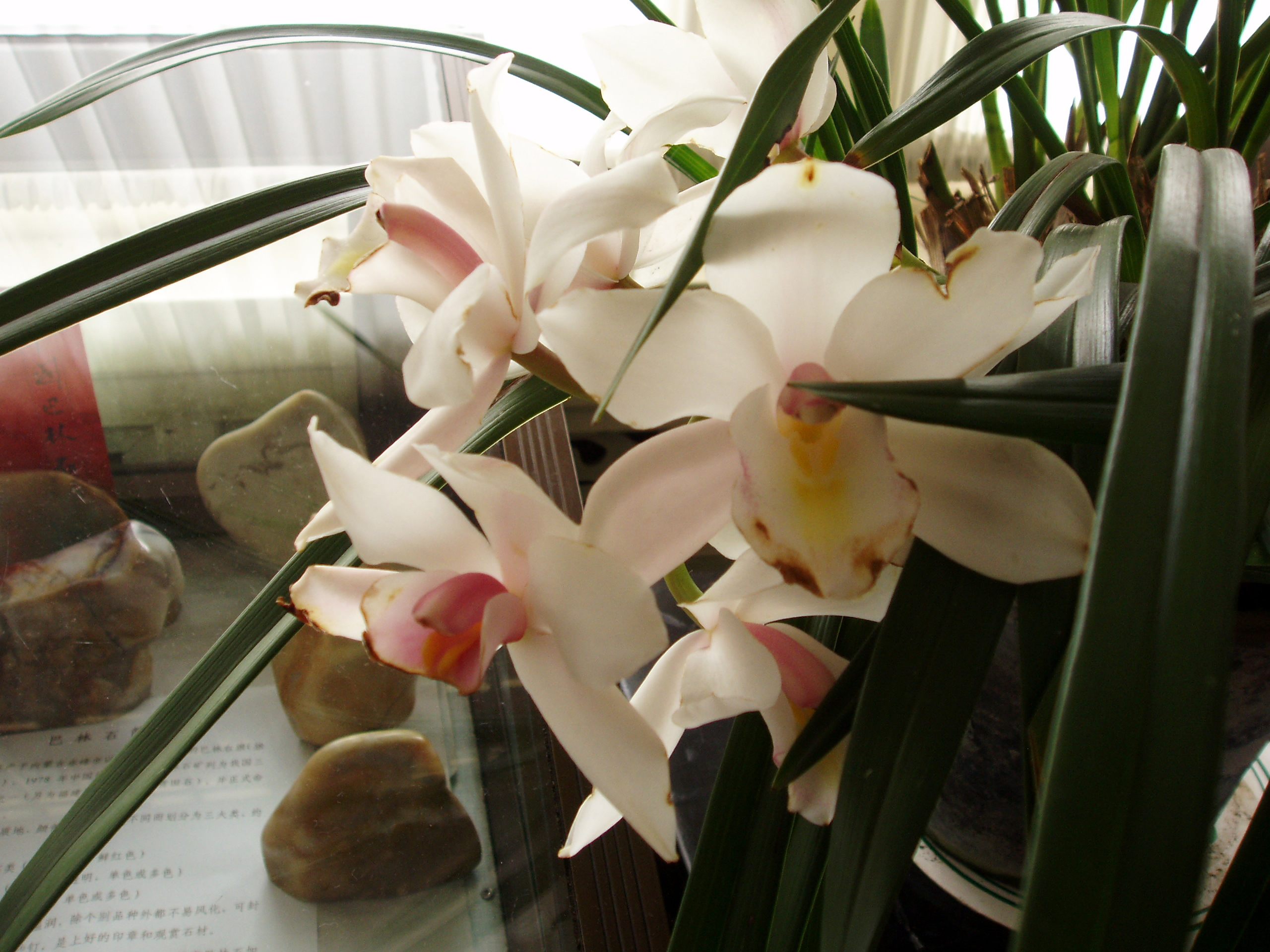
Цимбідіум мечелистий

Переважна більшість сучасних сортів цимбідіума були отримані при схрещуванні видів, які походять з північної Індії, Бірми, Таїланду, В'єтнаму. Зростають ці рослини найчастіше в листопадних гірських лісах серед епіфітних папоротей і мохів на 1500—2400 м над рівнем моря, де протягом доби спостерігаються значні коливання температури: вдень +21…+38°С, вночі температура інколи знижується до 0 °С. Крім того, цій частині земної кулі притаманний мусонний клімат з холодною посушливою зимою, під час якої часто бувають короткочасні приморозками, і спекотним вологим літом.
Види, ареал яких знаходиться за межами цього району, також використовували при виведенні сортів цимбідіума, переважно його мініатюрних форм, які більш теплолюбні в порівнянні з великоквітковими сортами.

## Ботанічний опис
Епіфітні (зростають на гілках великих дерев, в дуплах, наповнених опалим листям і гниючою деревиною), літофітні (зростають на виходах гірських порід, на скелях) або наземні рослини, що зустрічаються на висотах до 2000 метрів над рівнем моря.
Умови існування різних представників роду дуже різняться — від вологих тропічних лісів до майже аридних районів.
У більшості сучасних «стандартних» сортів цимбідіума стебла (псевдобульби) великі, до 15 см у висоту, яйцеподібні, утворюють компактні групи.
Листя довге, ременеподібне, лінійне або мечеподібне, загострене або тупокінцеве, шкірясте, біля основи якого розташовані псевдобульби.
Суцвіття — пряма або злегка нахилена (рідше — повисла) негуста багатоквіткова китиця, яка може містити до 30 воскових квіток.

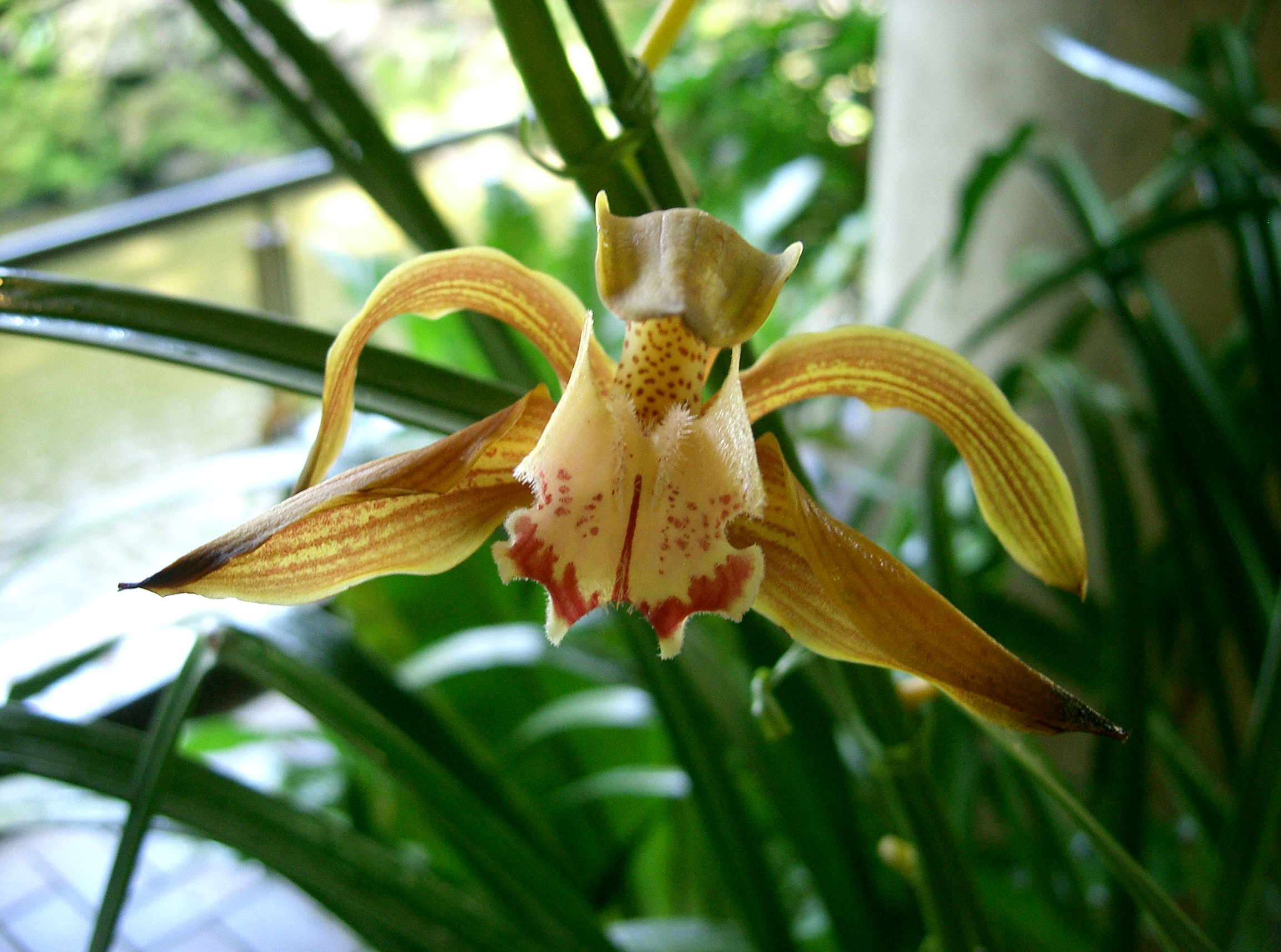
Квітка Цимбідіума Трейсі

Квітки від дрібних до великих. Кольорова гама включає білі, зелені, жовтувато-зелені, кремові, жовті, коричневі, рожеві і червоні кольори і відтінки. Чашолистки і пелюстки, як правило, однакової форми і забарвлення, вільні, ланцетні або серпоподібні. Розміри квітки в різних видів і сортів значно варіюють — від 2 до 10 см завширшки.
Губа трилопатева, сидяча, часто яскраво забарвлена і строката. Бічні лопаті прямі, оточують колонку; середня дугоподібно зігнута. Колонка довга.
Полінії в кількості 2—4.
Цвітіння — різноманітне: одні цвітуть навесні, інші — влітку, а треті восени чи взимку. Загальна тривалість цвітіння залежить від виду, кількості пагонів і самих квітів, температури утримання — загалом від 6-ти тижнів до 3-х місяців.
В домашніх умовах цимбідіуми розмножують вегетативно, тобто поділом дорослої рослини на частини, і насінням. При поділі великої рослини на більш дрібні частини, кожна з них повинна мати не менше двох псевдобульб і одну точку росту. Старі і найменші псевдобульби видаляють. На кожну нову рослину радять залишати не менше трьох псевдобульб. Старі безлисті псевдобульби також можна використати для подальшого розмноження навіть, якщо вони не мають коренів. Їх відділяють від основної рослини і висаджують окремо. Для прискорення процесу орхідею можна поставити в тепличку чи упакувати в поліетиленовий пакет.

## Види

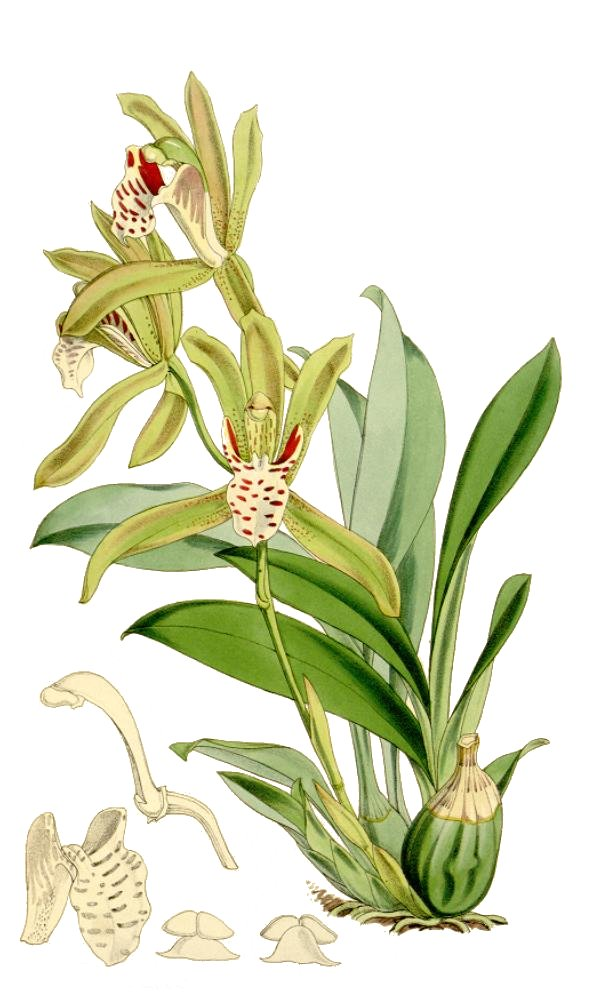
Цимбідіум тигровийCymbidium tigrinum
ботанічна ілюстрація из книги «Curtis's botanical magazine» vol. 90 ser. 3 nr. 20 tab. 5457, 1864 р.

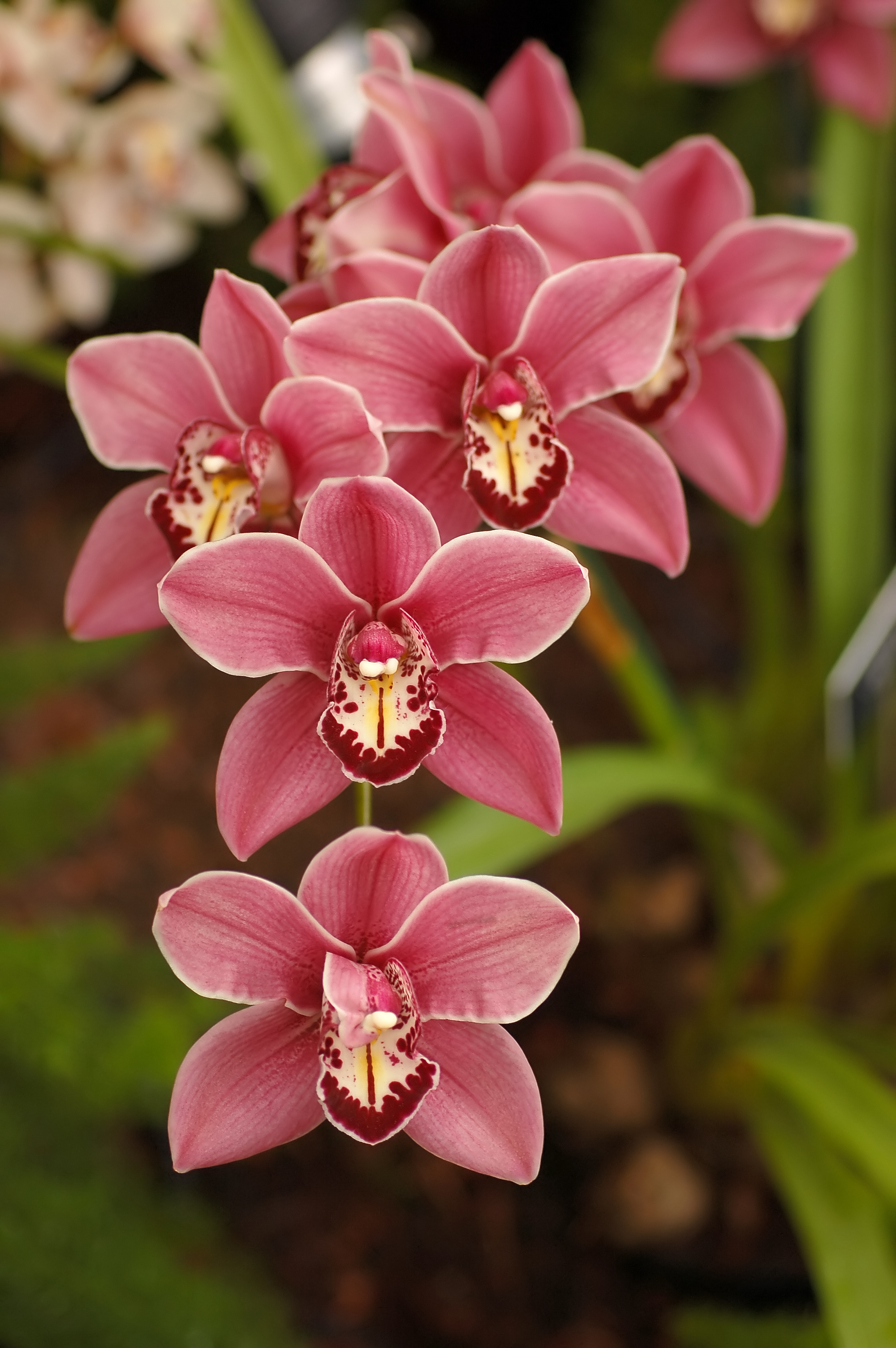
Cymbidium Clarisse Austin 'Best Pink'

Всього цей рід об'єднує близько 60 видів епіфітних і наземних орхідей.
Список видів за даними Королівських ботанічних садів в К'ю:
| - Cymbidium aestivum Z.J.Liu & S.C.Chen, 2004 - Cymbidium aliciae Quisumb., 1940 - Cymbidium aloifolium (L.) Sw., 1799 - Cymbidium atropurpureum (Lindl.) Rolfe, 1903 - Cymbidium banaense Gagnep., 1951 - Cymbidium bicolor Lindl., 1833 - Cymbidium borneense J.J.Wood, 1983 - Cymbidium canaliculatum R.Br., 1810 - Cymbidium changningense Z.J.Liu & S.C.Chen, 2005 - Cymbidium chawalongense C.L.Long, 2003 - Cymbidium chloranthum Lindl., 1843 - Cymbidium cochleare Lindl., 1859 - Cymbidium concinnum Z.J.Liu & S.C.Chen, 2006 - Cymbidium cyperifolium Wall. ex Lindl., 1833 - Cymbidium dayanum Rchb.f., 1869 - Cymbidium defoliatum Y.S.Wu & S.C.Chen, 1991 - Cymbidium devonianum Paxton, 1843 - Cymbidium eburneum Lindl., 1847 - Cymbidium elongatum J.J.Wood, Du Puy & Shim, 1988 - Cymbidium ensifolium (L.) Sw., 1799 - Cymbidium erythraeum Lindl., 1859 - Cymbidium erythrostylum Rolfe, 1905 - Cymbidium faberi Rolfe, 1896 - Cymbidium finlaysonianum Lindl., 1833 - Cymbidium flavum Z.J.Liu & J.YongZhang, 2002 - Cymbidium floribundum Lindl., 1833 - Cymbidium gaoligongense Z.J.Liu & J.YongZhang, 2003 - Cymbidium goeringii (Rchb.f.) Rchb.f., 1852 - Cymbidium gongshanense H.Li & G.H.Feng, 1989 - Cymbidium hartinahianum J.B.Comber & Nasution, 1977 - Cymbidium hookerianum Rchb.f., 1866 - Cymbidium insigne Rolfe, 1904 - Cymbidium iridioides D.Don, 1825 | - Cymbidium kanran Makino, 1902 - Cymbidium lancifolium Hook., 1823 - Cymbidium longifolium D.Don, 1825 - Cymbidium lowianum (Rchb.f.) Rchb.f., 1879 - Cymbidium macrorhizon Lindl., 1833 - Cymbidium madidum Lindl., 1840 - Cymbidium mastersii Griff. ex Lindl., 1845 - Cymbidium micranthum Z.J.Liu & S.C.Chen, 2004 - Cymbidium multiradicatum Z.J.Liu & S.C.Chen, 2004 - Cymbidium munronianum King & Pantl., 1895 - Cymbidium nanulum Y.S.Wu & S.C.Chen, 1991 - Cymbidium parishii Rchb.f., 1874 - Cymbidium paucifolium Z.J.Liu & S.C.Chen, 2002 - Cymbidium qiubeiense K.M.Feng & H.Li, 1980 - Cymbidium quinquelobum Z.J.Liu & S.C.Chen, 2006 - Cymbidium rectum Ridl., 1920 - Cymbidium rhizomatosum Z.J.Liu & S.C.Chen, 2002 - Cymbidium roseum J.J.Sm., 1905 - Cymbidium sanderae (Rolfe) P.J.Cribb & Du Puy, 1988 - Cymbidium schroederi Rolfe, 1905 - Cymbidium sichuanicum Z.J.Liu & S.C.Chen, 2006 - Cymbidium sigmoideum J.J.Sm., 1907 - Cymbidium sinense (Jacks.) Willd., 1805 - Cymbidium suave R.Br., 1810 - Cymbidium suavissimum Sander ex C.H.Curtis, 1928 - Cymbidium teretipetiolatum Z.J.Liu & S.C.Chen, 2002 - Cymbidium tigrinum C.S.P.Parish ex Hook., 1864 - Cymbidium tracyanum L.Castle, 1890 - Cymbidium wenshanense Y.S.Wu & F.Y.Liu, 1990 - Cymbidium whiteae King & Pantl., 1898 - Cymbidium wilsonii (Rolfe ex DeCock) Rolfe, 1904 |

### Природні гібриди
За даними Королівських ботанічних садів в К'ю:
- Cymbidium ×ballianum (= Cym. eburneum × Cym. mastersii) М'янма
- Cymbidium ×baoshanense (= Cym. lowianum × Cym. tigrinum) Китай
- Cymbidium ×florinda (= Cym. erythrostylum × Cym. iridioides) В'єтнам
- Cymbidium ×gammieanum (= Cym. elegans × Cym. erythraeum) Непал, Сіккім
- Cymbidium ×glebelandensis (= Cym. insigne × Cym. schroederi) В'єтнам
- Cymbidium ×rosefieldense (= Cym. insigne × Cym. tracyanum) В'єтнам
- Cymbidium ×woodlandense (= Cym. mastersii × Cym. tracyanum) М'янма

Види С. grandiflorum, С. lowianum, С. tracyanum, С. giganteum з численними квітками на довгих квітконосах брали участь в утворенні сортів із зеленими і коричневими квітками.
Жовтий колір багатьох сучасних гібридів був отриманий внаслідок залучення до гібридизації цимбідіума Трейсі (С. tracyanum). При схрещуванні С. erythrostylum, С. grandiflorum і С. tracyanum були отримані нові сорти, які цвітуть восени.
Останніми роками зросла зацікавленість так званими східними цимбідіумами, які у багатьох відношеннях відрізняються від великоквіткових гібридів. Це невеликі рослини з блискучим темно-зеленим листям, яке швидше нагадує листя злаків, ніж орхідей. Деякі види цієї групи мають лише 1-2 невеликі тьмяні квітки, тривалість цвітіння яких становить 4-5 тижнів. Всі «східні» цимбідіуми відрізняються дуже приємним, солодким, фруктовим або м'ятним запахом, який вдень посилюється.

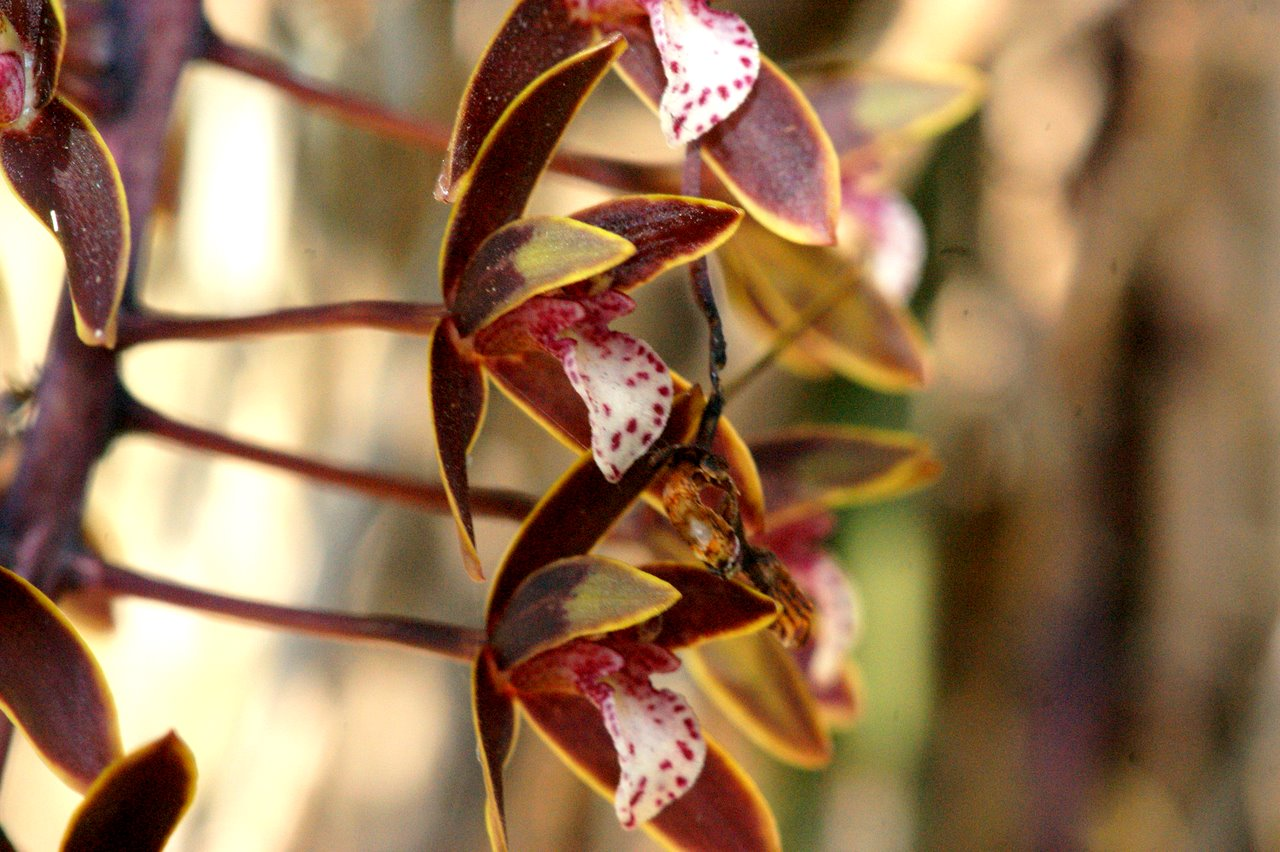
Цимбідіум жолобчастий

Східні види цимбідіума походять з Тайваню, південного сходу Китаю, Японії, де зустрічаються в лісах і зростають на листовій підстилці, рідше — на луках, серед різнотрав'я, інколи серед скель на висоті майже до 3000 м над рівнем моря. У цих місцях зима вважається сухим сезоном, але навіть в цей час вологість повітря ніколи не опускається нижче 70 %. Цвітіння, як правило, продовжується з кінця зими до початку літа, тривалість цвітіння одного суцвіття — близько місяця.
Особливою популярністю в наш час[коли?] користуються мініатюрні форми цимбідіумов, які, в порівнянні із стандартними крупноквітковими гібридами, володіють цілим рядом переваг. Ці рослини більш компактний і відрізняються відносною толерантністю до підвищених температур і тому успішно можуть вирощуватися в кімнатних умовах.

## У культурі
Простота в утриманні та декоративність сприяли поширенню цимбідіумів як у квітникарів-аматорів, так і у професійних орхідеїстів.

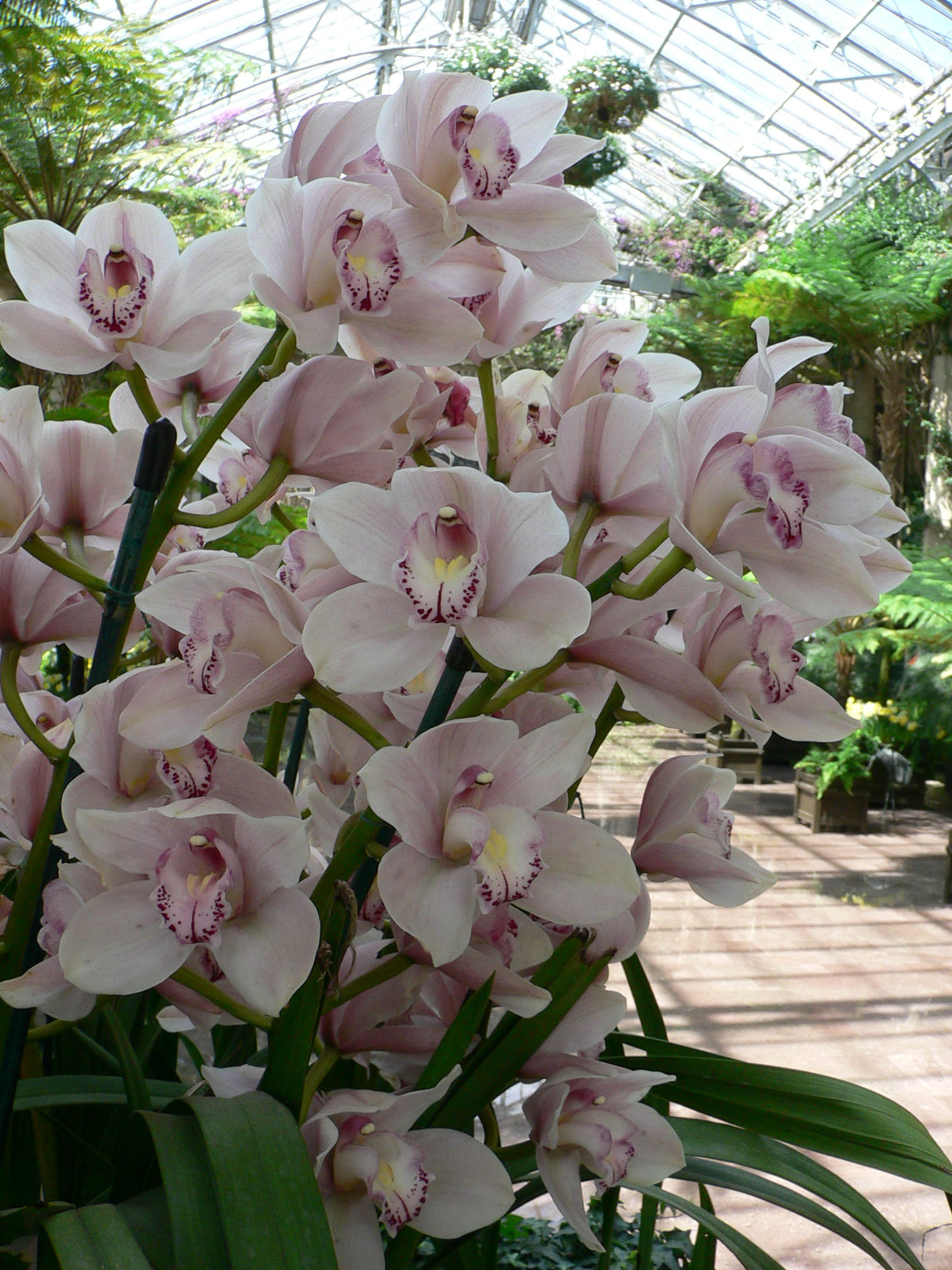
Квітки Цимбідіума

Крім природних видів існує багато гібридів цимбідіумів, серед яких любителям орхідей особливо подобаються мініатюрні рослини.
Цимбідіуми славляться не тільки чудовими запашними квітками, але й лікувальними властивостями.
Цимбідіуми стали популярною зрізочною культурою в Європі завдяки красивоквітучому гібриду Олександра «Вестон-Бірт» (С. alexandeh Westonbirt). Він був виведений в Англії селекціонером X. Г. Александером в оранжереї сера Георга Холфорда на початку XX ст.
«Китайський Цимбідіум», у якого маленькі квітки, вирощують в напівзатінку. Листя має бути темно-зеленим. При надлишку світла листя стає жовто-зеленими. Нестача світла провокує зростання листя, яке звисає і згортається в спіраль.
Через довгі і потужні корені, рослини висаджують у високі, спеціально зроблені для цимбідіумів горщики, схожі на вази. При культивуванні рослин у звичайних горщиках цвітіння менш рясне.
Цимбідіуми частіше інших орхідей схильні до вірусних захворювань, характерною ознакою яких є мозаїчна плямистість листя. Дієвих заходів боротьби з цими захворюваннями не існує, тому хвора рослина підлягає знищенню.
У культурі цимбідіумам потрібен «епіфітний» субстрат, що складається зі шматочків кори хвойних дерев, перепрілого листя дуба, торфу та подрібненого сфагна. Суміш дрібного щебеню або шматочків лави, кори сосни, коріння осмунди, деревного вугілля та сфагна відрізняється доброю повітропроникністю. Під час посадки особлива увага приділяється відсутності порожнеч в горщику.
Співвідношення окремих компонентів субстрату залежить від мікро-і макрокліматичних умов. Деякі квітникарі Азії, що живуть у країнах з теплим кліматом використовують як субстрат тільки кам'янисті суміші. Для країн з холодною зимою рекомендується субстрат, що включає органічні компоненти. Щільність ґрунтової суміші повинна бути така, щоб вода при поливі повністю просочувалася крізь весь субстрат протягом 10 секунд.
При вирощуванні цимбідіумів в нашій кліматичній зоні необхідне створення в липні-серпні досить значного (до 15 °C і більш) добового перепаду температур, необхідного для закладки пагонів. Ідеальною для вирощування цимбідіума (залежно від вигляду і сорту) є температура від 20 до 30 °С. Якщо температура перевищує 30 °С, то зростання рослин сповільнюється, не закладаються квіткові бруньки, бутони, що вже утворилися, можуть жовтіти і опадати.
Важливий перепад між денною і нічною температурами. У природі відомі представники як теплого, так і холодного клімату. Тим не менше, в масовому продажі в цей час зустрічаються гібридні орхідеї помірного температурного режиму: вдень — 20-22 °C; вночі — 18-20 °C.
Для більшості видів літня температура: 24-29 °C вдень та 10-16 °C вночі. З осені по весну 18-24 °C протягом дня і 7-13 °C вночі. Сезонні і добові перепади температур необхідні для закладки генеративних пагонів.
Більшу частину великоквіткових видів і штучних гібридів культивують в прохолодних, добре освітлених приміщеннях з постійною циркуляцією повітря, при відносній вологості 75-90 %. За винятком Cymbidium tigrinum, всі цимбідіуми не переносять повного висихання субстрату. Субстрат готують із суміші соснової кори, листової підстилки, верхового торфу і піску (2:1:1:1).
Особливо добру цимбідіуми ростуть в прохолодній оранжереї, що провітрюється, оскільки для правильного розвитку цимбідіуму необхідно багато свіжого повітря і розсіяного повітря
В екстремально високій вологості повітря цей вид орхідей не вимогливий, для нормального росту і розвитку достатньо буде 50-70%. Надто сухе повітря негативно вплине на розвиток рослини і її ріст уповільнюється, а квіти і ще не розквітлі бутони можуть жовкнути й опадати. Для підвищення вологості повітря можна використати зволожувач повітря, тарілки з водою або вологий керамзит.
Цимбідіуми відносять до найбільш світлолюбних орхідей. Ці орхідеї люблять яскраве розсіяне освітлення. За таких умов цимбідіуми з квітками рожевого і червоного відтінків набувають більш насиченого забарвлення. Рослини із зеленими та жовтими квітками потребують затінення, оскільки ці відтінки блякнуть при яскравому освітленні.
Цимбідіум болісно переносить пересадку, тому її проводять не частіше, ніж раз на два роки. Не потребує частих пересаджувань, рекомендується не частіше одного разу на 3-4 роки, коли орхідея дуже добре розростається і не може бути більше в попередньому горщику. Найкращим часом для пересадки вважається одразу після цвітіння і до моменту, коли нові ростки досягають розміру 5-15 см і нарощують свої власні корені.

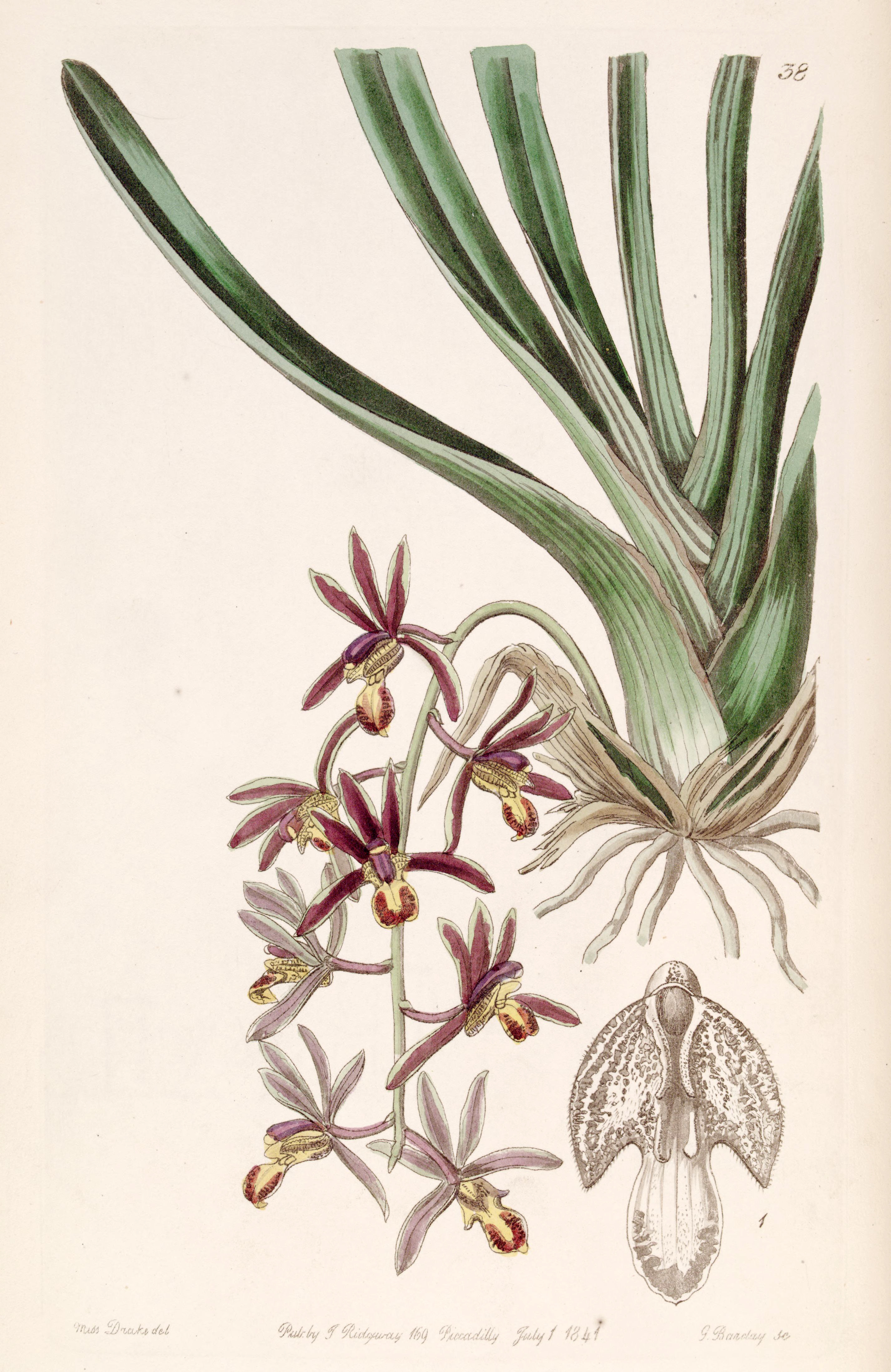
Цимбідіум двоцвітний

Цимбідіуми потребують щомісячного підживлення, протягом року раз в 2 тижні. Для підживлення використовується збалансоване добриво для орхідей. Органічні і мінеральні добрива чергують. З вересня по березень рослини не підживлюють. Відносна вологість повітря не менше 50 %. Досвідчені квітникарі попереджають, що добрива, які застосовують для підживлення цимбідіумів в зимовий період, не повинні містити азот у високій концентрації.
У природних умовах цимбідіуми цілий рік отримують достатньо вологи. Тому в культурі рослинам потрібен регулярний і рясний полив. У період спокою зволоження проводиться нечасто, проте не можна допускати пересихання субстрату і зморщування псевдобульб. Полив залежить від загальної температури утримання і від складу субстрату. Перше, що слід запам'ятати відносно поливу Cymbidium — поливати орхідею треба тільки тоді, коли субстрат, в якому вона росте, повністю висох. Зайва вода з горщика повинна витікати, оскільки застій води як в середині, так і зовні, може дуже швидко спровокувати загнивання коріння і нижньої частини рослини. Використовують м'яку воду кімнатної температури. Поливати орхідею рекомендується за допомогою «гарячого» душу (температура води 30-45 °C, максимум 52 °C). Полив рівномірний протягом усього року. Взимку полив скорочують.
Для стимуляції цвітіння цимбідіуми не потребують чітко визначеного періоду спокою, тому їх належить утримувати за температури 18-20°С протягом усього року. Для закладання квіткових бруньок і цвітіння рослини необхідно забезпечити охолодження, особливо в нічний час (5-10°С).
Як правило, квіткові стрілки цимбідіумів з'являються взимку з наймолодшою псевдобульбою. Довгому квітконосу потрібна опора, щоб він не прогинався під вагою численних квіток. Тому поруч з ним потрібно вставити міцну паличку і прив'язати до неї квіткову стрілку. Квітки цимбідіумів відрізняються не тільки декоративністю і приємним ароматом, але і стійкістю. Зрізані, вони можуть зберігати свіжість понад три тижні.
Після цвітіння цимбідіума квітковий пагін видаляють, за необхідності орхідею пересаджують і деякий час тримають повністю сухою. Це необхідно для пристосування рослини і запобігання загнивання ран на корінні, отриманих після пересадки.
На відкритому повітрі. В період з початку травня і до моменту, коли нічна температура не впаде нижче + 5 °C (максимально до 0 °C) рекомендується вирощувати ці орхідеї на відкритому повітрі: на балконі чи в саду, оскільки тут існують природні перепади між нічною та денною температурами, які так необхідні орхідеї для цвітіння. Місце потрібно вибрати захищене від прямого сонячного проміння, сильних вітрів і дощів.

## Використання
Цимбідіуми цікаві не лише як декоративні, але і як лікарські рослини, причому цимбідіум є одним з найбагатших лікарськими видами (6 видів) родів орхідей.
Стебла цимбідіума відвіку використовували в народній медицині. У Південно-Східній Азії насіння деяких видів цимбідіума застосовувало як гемостатичний (кровоспинний) засіб. У Індокитаї настойкою з квіток промивали очі, а також використовували при лікуванні печінки, нирок, венеричних захворювань. В Австралії настойкою з деяких видів цимбідіума лікували дизентерію.
У сучасній літературі наводять широкий спектр засобів із цимбідіумів, що вживаються як болезаспокійливі, протизапальні, послаблюючі, блювотні, сечогінні.